# Liste de danses

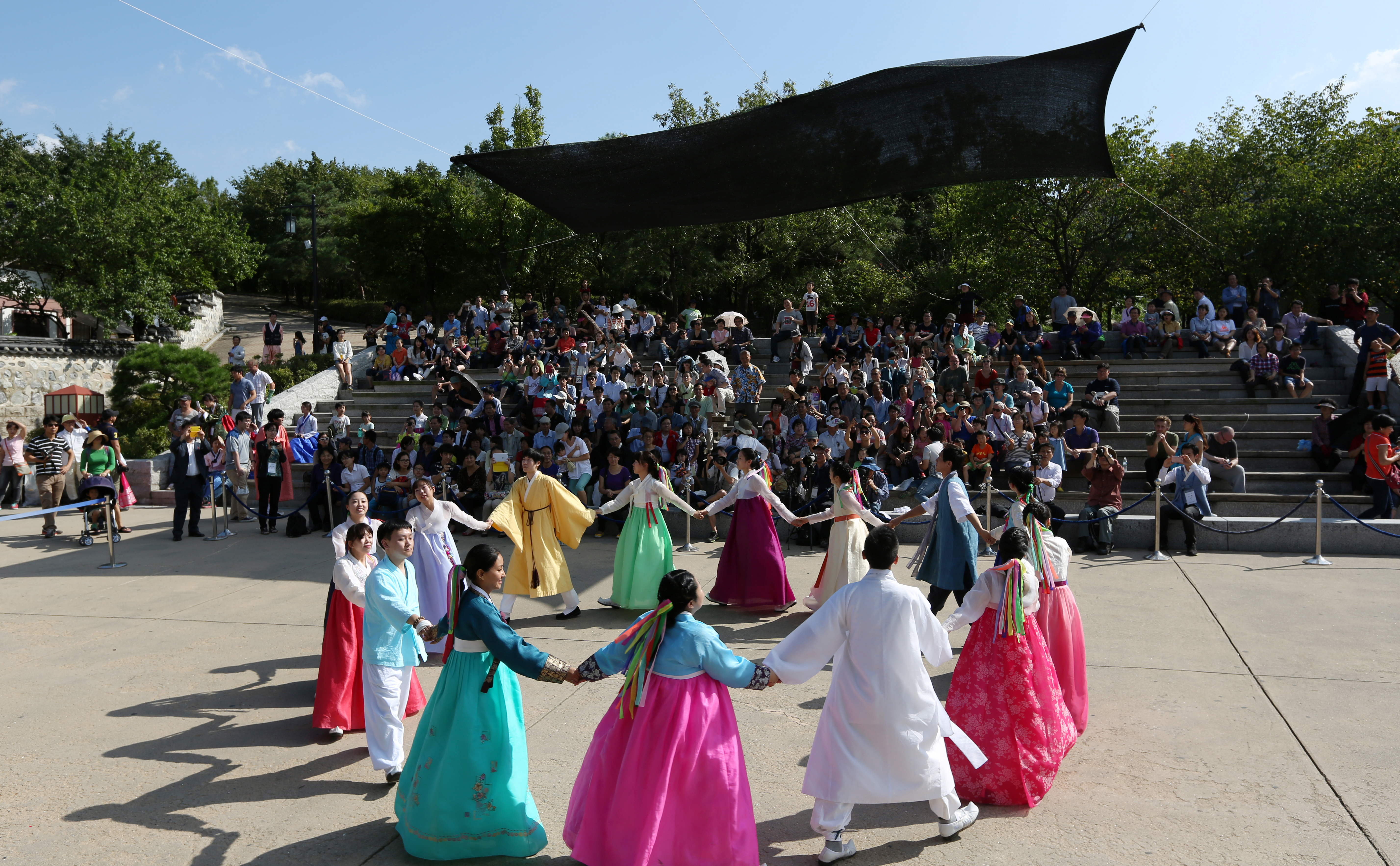
Spectacle de ganggangsullae, une danse traditionnelle de Corée.

Cette page est une liste non exhaustive de danses. Elles sont classées par pays, puis par ordre alphabétique.

## Danses anciennes

### Antiquité (c)
- Chorea
- Cordax
- Pyrrhique
- Danse des saliens
- Danse extatique
- Pantomime romaine

### Moyen Âge (c)
- Carole
- Danse macabre
- Ductia
- Estampie
- Fricassée
- Matassin
- Moresque
- Ronde
- Villanelle

### Renaissance
- Allemande
- Basse danse
- Branle
- Canarie
- Cinq pas
- Cotillon (Contredanse)
- Farandole
- Folia
- Gaillarde
- Matachines
- Passamezzo
- Pavane
- Piva (en)
- Saltarello
- Tourdion
- Volte

### Période baroque
- Bacchanale
- Bacchu-ber
- Ballet de cour
- Carmagnole
- Chaconne
- Contredanse
- Courante
- Gavotte ancienne
- Gigue
- Hussarde
- Loure
- Menuet
- Musette
- Passacaille
- Passepied
- Rigaudon
- Sarabande
- Suite de danses
- Tambourin

## Danses modernes

### Danses de démonstration
- Ballet (danse classique)
- Ballet d'action
- Contact improvisation
- Danse acrobatique (en)
- Danse aérienne
- Danse contemporaine
- Danse de caractère
- Danse expressionniste
- Danse jazz
- Modern jazz
- Danse moderne

### Danses de salon
- American Rhythm
- American Smooth
- Carioca
- Cha-cha-cha
- Charleston
- Java
- Jive
- Madison
- Mambo
- Quickstep
- Rock acrobatique
- Rumba
- Samba
- Slow fox (ou foxtrot)
- Tango de salon
- Valse
- Valse anglaise (ou Valse lente)
- Valse viennoise

### Danses populaires
- Bachata
- Bamba
- Be-bop
- Boogie (ou Boogie-woogie)
- Disco
- Discofox
- Danse électro
- Headbang
- Danse hip-hop
  - Breakdance
  - Dougie (en)
  - Locking
  - Nae Nae (en)
  - Popping (aussi appelé electric boogaloo ou smurf)
- House dance
- Hustle (en)
- Danse inversée
- Jerk
- Jumpstyle
- Kizomba
- Lambeth Walk
- Limbo
- Lindy hop (ou Jitterbug)
- Macarena
- Mosh
- Perreo (reggaeton)
- Pogo
- Pole dance (et Pole sports)
- Ragga jam
- Redowa
- Rock
- Rueda de casino
- Salsa (style cubain et "portoricains")
- Shim sham
- Shimmy
- Slow
- Step dance
- Street jazz
- Swing
- Twerk
- Zumba

## Afrique

### Danses typiques de grandes régions d'Afrique (c)
- Danse de la pluie
- Maloya
- Mgodro
- Séga
- Valse créole

### Afrique du Sud (c)
- Gumboot
- Pantsula (en)
- Ukusina
- Xibelani

### Algérie (c)
- Allaoui
- Algéroise
- Naïli
- Nhari
- Reguibète
- Rokba
- Ssaf
- Danses touaregs
- Tazouite
- Zendali

### Angola (c)
- Kabetula
- Kazukuta
- Kizomba
- Kuduro
- Rebita
- Semba

### Bénin (c)
- Adjogbo
- Agbadja
- Agbehoun
- Akonhoun
- Bolojo
- Bourian
- Gèlèdé
- Hwendo
- Kaka
- Kiarou
- Kokoman
- Kunya
- Sakpata
- Sêgbo-Lissa, quand les tambours sacrés raisonnent.
- Sinsinnou
- Tchinkounmè
- Tèkè
- Tipenti
- Wourou
- Zinli

### Cameroun (c)
- Ambas-bay
- Assiko
- Bekele
- Bend skin
- Bikutsi
- Bisoo
- Bole
- Bottle dance
- Hikwé
- Jingo
- Kongo
- Koo
- Kouh ghan
- Laali
- Mangambeu
- Medjong
- Nding
- Ngola
- Sawé

### Cap-Vert (c)
- Batuque (capverdien) (ou Batouka)
- Funaná
- Kizomba
- Kuduro
- Pasada

### République démocratique du Congo (c)
- Kwasa kwasa
- Mutuashi
- Ndombolo (ou N'dombolo)
- Nzango
- Rumba congolaise
- Soukous

### République du Congo (c)
- Kebe-kebe
- Nzango
- Rumba congolaise
- Soukous
- Mopacho

### Côte d'Ivoire (c)
- Akô
- Aloukou
- Boloye
- Coupé-décalé
- Danse klin
- Flaly
- Gbé-gbé
- Gbofe
- Lékiné
- Logobi
- Mapouka
- Temate
- Zaoli
- Zaouli
- Zouglou

### Égypte (c)
- Baladi (Danse orientale/danse du ventre)
- Raqs sharqi (en)
- Saidi
- Tahtib
- Tanoura

### Gabon (c)
- Elone
- Gole
- Ikokhou
- Jazzé
- Ndem
- Njèmbè
- Njobi
- Ntcham
- Oriengo
- Riengo

### Gambie (c)
- Sabar

### Ghana (c)
- Agbadja
- Azonto

### Guinée (c)
- Dum dum (Doundounba)
- Cumbancha
- Djolé
- Fare gnakhi
- Kakilembe
- Kania Soli
- Mandiani (pour les femmes)
- Danse des masques
- Namoun fare
- Polossé fare
- Sabar
- Soko
- Soli (pour les garçons)
- Tiriba
- Yankadi makuru

### Kenya
- Isukuti

### Madagascar (c)
- Afindrafindrao (quadrille malgache, menuet)
- Alalaosy (Mandritsara - Nord)
- Antandroy (Androy)
- Antosy (Mahajanga)
- Basesa (Betsimisaraka)
- Kawitry
- Kidodo (Fianarantsoa)
- Kinetsanetsa (Toliara)
- Kilalaka
- Malesa
- Moringue
- Salegy
- Salagues
- Séga
- Tsapiky (Toliara)

### Malawi (c)
- Gule Wamkulu
- Mwinoghe
- Tchopa
- Vimbuza

### Maroc (c)
- Aarfa
- Aglagal
- Ahidous
- Ahouach (ou Ahwach)
- Akellal Sif
- Allaoui
- Gnaouas
- Guedra
- Houara
- Mangouchi
- Reggada
- Rokba
- Ssaf
- Taskiwin
- Tazouite

### Île Maurice
- Séga

### Mayotte (c)
- Mgodro

### Mozambique (c)
- Gule Wamkulu
- Marrabenta
- Niketche (pt)
- Timbila
- Xibelani

### Niger (c)
- Bitti
- Guéréwol
- Gumbe (voir Gumbe)
- Tandé
- Yéta-yéta

### Nigeria (c)
- Arara
- Atilogwu (es)
- Bolojo

### Ouganda (c)
- Bigwala

### La Réunion (c)
- Maloya
- Séga
- Valse créole

### Sénégal (c)
- Mbalax
- Sabar

### Seychelles
- Moutya

### Somalie (c)
- Wilwile

### Togo (c)
- Agbadja

### Tunisie (c)
- Mezoued
- Rboukh

### Zambie (c)
- Gule Wamkulu
- Kalela

### Zimbabwe (c)
- Mbende-Jerusarema

## Amérique

### Danses typiques de grandes régions d'Amérique latine (c)
- Bachata
- Bayón
- Candomblé
- Cha-cha-cha
- Cumbia
- Mambo
- Matachines
- Merengue
- Milonga pampeana
- Quadrille
- Rumba
- Salsa
- Sarabande
- Tango
- Valse
- Zouk

### Antilles (c)
- Bouyon
- Calypso (voir Calypso (musique))
- Quadrille créole
- Valse créole
- Zouk

#### Guadeloupe (c)
- Gwoka

#### Martinique (c)
- Bèlè
- Biguine

### Argentine (c)
- Aire (es)
- Amores (es)
- Arunguita (es)
- Bailecito
- Baile pampa (es)
- Boleadoras
- Candomblé
- Caramba (es)
- Carnavalito
- Chacarera
- Chamamé
- Cielito (es)
- Condición (es)
- Cortejada (es)
- Cuándo (es)
- Cueca
- Cumbia
- Encuentro (es)
- Escondido (es)
- Firmeza (es)
- Fortinera (es)
- Galopa misionera (es)
- Gato
- Gato cuyano (es)
- Gato correntino (es)
- Gato encadenado (es)
- Gauchito (es)
- Huella (es)
- Malambo
- Milonga pampeana (aussi en Uruguay)
- Morenada
- Murga
- Pala pala (es)
- Palito (es)
- Pericón (es)
- Tango (aussi en Uruguay)
- Tarqueada (es)
- Valse criollo (aussi en Uruguay)
- Zamba
- Zamba alegre (es)

### Bolivie (c)
- Awki awki (en)
- Ayarichi
- Bailecito
- Caporales (en)
- Chacarera
- Chovena (es)
- Chutas (es)
- Cueca
- Danza de los macheteros (es)
- Danza Salay (es)
- Diablada
- Gato
- Huayno
- Kantu (en)
- Kullawa
- Llama llama (en)
- Llamerada (es)
- Mohoceño
- Morenada
- P'aquchi (en)
- Pujllay
- Saya (en)
- Saya afroboliviana
- Siklla (en)
- Sikuris de Italaque (es)
- Suri Sicuri (es)
- Suri Sicuri (Bolivie) (es)
- Taquirari (es)
- Tarqueada (es)
- Tinku
- Tobas
- Tundiqui
- Waka Waka (es)
- Wititis (es)

### Brésil (c)
- Baiano
- Baion
- Batuque (brésilien)
- Bumba-meu-boi
- Capoeira
- Carimbo
- Cateretê
- Chula
- Coco
- Forró
- Frevo
- Galopera (es)
- Jongo
- Lambada
- Lundu
- Maracatu
- Matchiche (ou Maxixe)
- Milonga pampeana
- Samba
- Samba de roda
- Samba rock
- Samba internationale
- Tambour de crioula (ou punga)
- Vanerão
- Xaxado
- Xote
- Zouk brésilien (en) (ou lambazouk)

### Canada (c)
- American Rhythm (avec les États-Unis)
- American Smooth (avec les États-Unis)
- Chant et danse du tambour (avec les États-Unis et le Groenland au Danemark)
- Danse carrée (avec les États-Unis)

#### Danses amérindiennes (avec les États-Unis)
- Danse amérindienne
- Danse des Esprits
- Danse du Soleil

#### Québec (c)
- Bastringue
- Brandy
- Cotillon (Quadrille)
- Danse en ligne (social)
- Gigue
- Mixer
- La Plongeuse
- Rigaudon
- Sets carrés

### Chili (c)
- Cueca
- Morenada
- Pericón (es)
- Refalosa (es)
- Tarqueada (es)

### Colombie (c)
- Bambuco
- Bullerengue
- Champeta
- Choke
- Cumbia
- Joropo (Ilano)
- Mapale
- Pasillo
- Salsa
- Sanjuanero
- Torbellino

### Cuba (c)
- Conga
- Contradanza
- Danzón
- Guaracha
- Guaguancó (Rumba)
- Habanera
- Mambo
- Rueda de casino
- Rumba (plusieurs styles, dont le Yambú)
- Tumba francesa

### États-Unis (c)
- American Rhythm (avec le Canada)
- American Smooth (avec le Canada)
- Balboa
- Black bottom
- Boogaloo
- Boogie-woogie
- Bossa nova
- Boston (valse américaine)
- Breakdance
- Burlesque américain
- Cake-walk
- Chant et danse du tambour (avec le Canada et le Groenland au Danemark)
- Charleston
- Claquettes
- Clog dancing
- Clogging
- Clown-Walk
- Crip-Walk
- Danse carrée (square dance, avec le Canada)
- Danse en ligne
- Danse serpentine
- Danse tribale américaine
- Discofox
- East Coast Swing
- Footwork
- Gaby Glide
- Grizzly Bear (Pas de l'ours)
- Harlem shake
- Jazz roots
- Jerk urbain
- Juba
- Krump
- Lindy hop
- Mashed potato
- Mixer
- One-step
- Rockabilly Jive (aussi Jitterbug Jive et GI-Jive)
- Shimmy
- Shuffle
- Stepping
- Twist
- Two-step
- Valse hésitation
- Vogue
- Waacking
- Walkaround
- West Coast Swing

#### Danses amérindiennes (avec le Canada)
- Danse amérindienne
- Danse des Esprits
- Danse du Soleil

### Équateur (c)
- Pasillo

### Guatemala (c)
- Moresca
- Rabinal Achí

### Guyane (c)
- Awasa
- Béliya
- Grajé
- Grajévals
- Kanmougwé
- Kasékò
- Labasyou
- Laboulanjèr
- Léròl
- Piké djouk
- Quadrille créole
- Valse créole

### Haïti (c)
- Bamboula
- Calinda
- Compas (ou Kompa)
- Gouyad
- Méringue
- Rara
- Rasin / Racine, lié à la musique racine

### Jamaïque (c)
- Dancehall

### Mexique (c)
- Bamba
- Brincon
- Danse du volador
- Danza de los Viejitos
- Flor de piña
- Jarabe tapatío
- Matachines
- Parachicos
- Quebradita
- Rutuburi
- Zapateado (es)

### Panama (c)
- Bullerengue
- Conga
- Cumbia

### Pérou (c)
- Cachua (en)
- Carnavalito
- Danse Huaylas
- Danza de la Huanca
- Danza de las tijeras
- Diablada
- Festejo
- Huaconada
- Huaylas
- Huayno
- Kantu (en)
- Kullawa
- Landó
- Llamerada (es)
- Marinera
- Matachines
- Morenada
- Saya (en)
- Siklla (en)
- Tarkada
- Tarqueada (es)
- Tondero
- Tundiqui
- Valicha
- Valse péruvienne
- Waka Waka (es)
- Wititi
- Zamacueca

### Uruguay (c)
- Aire (es)
- Candombe (ou Candombé)
- Firmeza (es)
- Milonga pampeana (aussi en Argentine)
- Murga
- Pericón (es)
- Tango (aussi en Argentine)
- Valse criollo (aussi en Argentine)

### Venezuela (c)
- Diables danseurs du Corpus Christi
- Joropo
- Pasillo

## Asie (c)
- Lezginka

### Moyen-Orient: Irak (c), Liban, Syrie (c), Palestine (c), Jordanie (c), etc.
- Dabkeh
- Debka

### Arabie saoudite (c)
- Mezmar
- Samri

### Arménie (c)
- Antikristos (en)
- Berd (ru)
- Dabkeh
- Entarisi ala benziyor (en)
- Halay
- Kochari (en)
- Laz bar (en)
- Lezginka
- Mirzayi
- Shalakho (ru)
- Tamzara
- Temuraga (en)
- Tsifteteli
- Uzundara (ru)
- Yarkhushta (en)

### Azerbaïdjan (c)
- Halay
- Lezginka
- Mirzayi

### Bhoutan (c)
- Cham
- Drametse Ngacham
- Singhi chham (aussi au Sikkim en Inde)

### Cambodge (c)
- Romvong

### Chine (c)
- Danse Baishou
- Danse du dragon
- Danse du lion
- Danse de place
- Errenzhuan
- Pungmul
- Yangge
- Yayue

#### Tibet (c)
- Ache Lhamo
- Cham (aussi en Mongolie-Intérieure)

### Corée (c,sud)
- Buchaechum
- Bukcheong sajanoreum
- Byeongsinchum
- Cheoyongmu
- Gainjeonmokdan
- Ganggangsullae
- Namsadang nori
- Pungmul
- Salpuri
- Taepyeongmu
- Talchum

### Géorgie (c)
- Adjarouli
- Khorumi
- Lezginka
- Mirzayi
- Tsekva kartouli (ou Cekva kartuli)

### Inde (c)
- Bharata natyam
- Chakyar koothu
- Cham
- Chhau
- Garba
- Style Bollywood
- Kalbelia
- Karakattam
- Kathak
- Kathakali
- Kikkli
- Krishnanattam
- Kuchipudi
- Kutiyattam
- Manipuri
- Mohiniattam
- Odissi (État d'Odisha)
- Sattriya
- Singhi chham (Sikkim)
- Tamasha
- Tandava
- Theyyam
- Yakshagana

### Indonésie (c)
- Baris
- Bedhaya
- Cendrawasih
- Condong
- Dangdut
- Jaipongan
- Kecak
- Kuda kepang
- Legong
- Panyembrama
- Pendet
- Poco-poco
- Randai
- Romvong
- Saman
- Serimpi
- Singo ulung
- Danse Topeng
- Zapin

### Iran (c)
- Chub bazi
- Dabkeh
- Danse lori

### Israël  (c)
- Dabkeh
- Debka
- Hora
- Mayim Mayim
- Mitzvah Tantz

### Japon (c)
- Akiu no Taue Odori
- Awa-odori
- Bugaku
- Butō (moderne)
- Dainichidō Bugaku
- Gigaku
- Kabuki-buyō
- Kagura
- Kagura d'Hayachine
- Kumi odori
- Mayim Mayim
- Miyako odori
- Nihon-buyō (traditionnel)
- Odori (folklorique)
- Para Para
- Sada shin nō
- Shishi-odori
- Yosakoi

### Laos (c)
- Danse dramatique du Laos
- Romvong

### Liban (c)
- Dabkeh
- Zaffeh

### Malaisie (c)
- Kuda kepang
- Zapin

### Mongolie (c)
- Biyelgee
- Cham

### Oman (c)
- Al-Bar'ah

### Philippines (c)
- Pangalay
- Tinikling

### Sri Lanka (c)
- Danses de Kandy (Uda Rata Natum)
- Danses du Bas-pays (Pahatharata Natum)
- Danses de Sabaragamuwa (Sabaragamuwa Natum)

### Thaïlande (c)
- Khon
- Nora
- Ram Muay
- Romvong

### Turkménistan (c)
- Kushtdepdi

### Viêt Nam (c)
- Chèo
- Xòe

## Europe (c)

### Allemagne (c)
- Danse expressionniste
- Discofox
- Ländler
- Schuhplattler
- Valse viennoise
- Zwiefacher

### Autriche (c)
- Danse allemande (de)
- Discofox
- Dreher (de)
- Eurythmie
- Galop
- Hiatamadl (de)
- Ländler
- Polka (originaire de Bohême et née à Prague)
- Polka bavaroise (de)
- Polka coucou (de)
- Polka étoile (de)
- Polka-mazurka
- Polka rapide (de)
- Rheinländer (de)
- Schuhplattler
- Valse
- Valse boule de neige (de)
- Valse viennoise
- Zweisteirer (de)
- Zwiefacher

### Belgique (c)
- Amoureuse
- Anglesse
- Arèdje
- Cramignon
- Jumpstyle
- Kegelaar
- Maclote
- Matelote
- Passepied
- Rondeau

### Bosnie-Herzégovine (c)
- Kolo
- Kolo Bosansko

### Bulgarie (c)
- Căluș
- Čoček
- Gankino horo
- Hora
- Horo
- Lesnoto
- Pajduška
- Račenica
- Teškoto

### Croatie (c)
- Kolo
- Nijemo Kolo

### Danemark (c)
- Chant et danse du tambour (Groenland, avec les États-Unis et le Canada)
- Cochinchine

### Espagne (c)
- Alegría
- Boléro
- Cachucha
- Corranda (es)
- Fandango
- Farruca
- Flamenco
- Jota (plusieurs versions, notamment l'Aragonaise)
- Milonga
- Moresca
- Muiñeira (Galice)
- Parrandas (es)
- Paso doble
- Sarabande
- Séguédille
- Sevillana
- Zambra
- Zapateado

#### Catalogne (c)
- Sardane

#### Pays basque (c)
- Mutxiko

### Finlande (c)
- Humppa
- Letkiss
- Pols
- Polska
- Tango finlandais

### France (métropolitaine) (c)
- Avant-deux
- Avionette (Paris)
- Bacchanale
- Bacchu-ber
- Balèt
- Be-bop
- Berline
- Boulegueto
- Boulangère
- Bourrée
- Bourrée auvergnate ou Bourrée d'Auvergne (Auvergne)
- Branle de Saint-Elme
- Cancan (ou French cancan, à l'origine Chahut-cancan)
- Carmagnole
- Chahut-cancan
- Cheval Mallet (Pays nantais)
- Chibreli (Bourgogne)
- Cochinchine
- Congo
- Contredanse
- Courante
- Courent
- Danse électro
- Danse béarnaise (Béarn)
- Danses du Berry
- Danse de caractère
- Danse du chevalet (Languedoc)
- Ductia
- Estampie
- Farandole (Provence, comté de Nice)
- Furlane
- Gâtinelle (Haut-Poitou)
- Galop
- Gavotte (région des Gaves)
- Java (Paris)
- Loure
- Maraîchine (Poitou et Marais breton-vendéen)
- Marchoise (Haut-Poitou)
- Matelote
- Menuet
- Pamperruque
- Paso musette
- Quadrille
- Revergado (ou Revergasse, Languedoc)
- Rigaudon
- Rondeau (Aquitaine)
- Sabotière (Poitou)
- Sauteuse (Franche-Comté, de Lons-le-Saunier à Vesoul)
- Sautière (Corrèze, Dordogne et Haute-Vienne)
- Sensual move
- Soyotte (Vosges)
- Tambourin
- Tango musette (Paris)
- Tecktonik
- Tourdion
- Tricotets (Poitou)
- Valse chaloupée
- Valse musette
- Volte
- Vrap

#### Bretagne (c)
- Aéroplane
- Avant-deux
- An-dro (ou En-dro)
- Bal à deux
- Dañs fisel
- Dañs Keff (notamment en Haut-Léon)
- Dañs Leon (ou Dañs a-dal ou Dañs a-benn ou Piler-lan) (notamment en Léon)
- Dañs plinn
- Dañs Treger
- Dañs Trikot (Vannetais)
- Dañs tro (la gavotte bretonne)
- Dérobée
- Galop nantais
- Gymnaska
- Hanter-dro
- Jabadao
- Jibidi
- Kas a-barh
- Kost ar c'hoad
- Laridé/Ridée
- Pilé-menu
- Pitoulée
- Riqueniée
- Rond de Landéda
- Rond de Loudéac
- Rond Pagan
- Rond de Saint-Vincent
- Rond de Sautron
- Rond paludier
- Trihori

#### Pays basque (c)
Voir section Espagne.

### Grande-Bretagne (Royaume-Uni) (c)
- Cercle circassien
- Country dance
- Hand jive
- Hornpipe (aussi en Irlande)
- Jig
- Long Sword dance
- Morris dance
- Scottish
- Valse anglaise

#### Écosse (c)
- Reel
- Strathspey
- Valse écossaise

### Grèce (c)
- Ballos thermiotique
- Hasapikos
- Hora
- Horo
- Kalamatianos
- Karsilama (aussi en Turquie)
- Pentozali
- Pidikhtos
- Sirtaki
- Sousta (Crète)
- Syrtos
- Tamzara
- Tik (aussi en Turquie)
- Tsamikos
- Zeimbekiko

### Hongrie (c)
- Csárdás
- Hajdútánc
- Karikázó
- Leánytánc
- Legényes
- Magyar ou Négyes
- Palotás (hu)
- Ugrós (en)
- Verbunkos

### Irlande et Irlande du Nord (c)
- Céilí
- Figure team dancing
- Hornpipe (ou Harlapatte en québécois)
- Jig
- Reel (aussi en Écosse)
- Set dance

### Italie (c)
- Ballu tundu (Sardaigne)
- Bergamasque
- Forlane
- Monferrine
- Passamezzo
- Pizzica
- Sicilienne
- Tammurriata
- Tarentelle
- Tresque
- Zumbarella

### Kosovo (c)
- Čoček

### Macédoine du Nord (c)
- Căluș
- Čamče
- Čoček
- Hora
- Horo
- Lesnoto
- Oro
- Pajduška
- Teškoto

### Moldavie (c)
- Alunel
- Brîul
- Hora
- Horo
- Învîrtita
- Jiana
- Sîrba

### Norvège (c)
- Gangar
- Halling
- Springar
- Springleikpringleik

### Pays-Bas (c)
- Cramignon
- Hakken
- Jumpstyle

### Pologne (c)
- Krakowiak (ou Cracovienne)
- Kujawiak
- Mazurka
- Oberek
- Polonaise
- Trojak
- Varsovienne

### Portugal (c)
- Baile mandado
- Cana verde
- Corridinho
- Fandango
- Gota
- Malhão
- Rancho
- Roda (Capoeira)
- Serrinha
- Vira

### Roumanie (c)
- Alunel (ou Alunelul)
- Brîul (ou Brâul)
- Căluș
- Feciorească
- Hora
- Horo
- Învârtita (ou Învîrtita)
- Jiana
- Magyar (Négyes)
- Sîrba (ou Sârba)

### Russie (c)
- Kamarinskaïa
- Kazatchok
- Khorovod
- Troïka
- Trepak
- Yablochko

### Serbie (c)
- Kolo

### Suède (c)
- Chapelloise (ou Aleman's marsj)
- Halling
- Hambo
- Polska
- Slängpolska
- Snoa
- Schottich
- Polkett

### Suisse (c)
- Eurythmie
- Ländler
- Picoulet

### Tchéquie (c)
- Furiant
- Polka
- Sousedská

### Turquie (c)
- Dabkeh
- Halay
- Horon
- Karsilama (aussi en Grèce)
- Kolbastı
- Leylim
- Lezginka (aussi dans le Caucase)
- Samā‘
- Tik (aussi en Grèce)
- Zeybek

### Ukraine (c)
- Arkan
- Gopak (aussi Hopak ou Khopak)
- Kazatchok
- Khorovod
- Tropak

## Océanie

### Australie (c)
- Bush dance (en)
- Melbourne shuffle
- New Vogue (en)
- Nutbush (danse) (en)

### Fidji (c)
- Bole
- Cibi
- Meke

### Hawaï
- Hula

### Nouvelle-Calédonie
- Pilou
- Tchap

### Nouvelle-Zélande (c)
- Haka
- Kapa haka
- Poï

### Polynésie française (Tahiti,c)
- Aparima
- Hakamanu (Îles Marquises)
- Hivinau
- Maha'u (Îles Marquises)
- ’Ori tahiti
- Otea
- Pao'a
- Rikuhi (Îles Marquises)
- Tamure
- 'Upa 'upa

### Samoa
- Siva tau

### Tonga (c)
- Kailao
- Lakalaka

### Wallis-et-Futuna
- Kailao
- Soa Mako